# Daljinsko plivanje
Daljinsko plivanje je disciplina plivanja gdje se pliva u bazenu, na moru, rijekama i jezerima. Uobičajene natjecateljske dionice su 5, 10 i 25 kilometara. Utrke daljinskog plivanja u nazivu najčešće imaju riječ maraton. Najčešće se odvijaju na otvorenom te ponekad i u bazenima i to 50-metarskim bazenima i duljine su 3 km ili 5 km te se kolokvijalno nazivaju bazenski maratoni. Također se vode i različiti rekordi u disciplinama daljinskog plivanja, tzv. ultra-maratoni.

## Povijest
Iz stare Grčke postoji zapis i legenda o Heroji i Leandaru: Heroja je bila Afroditina svećenica u gradu Seston na Helospontu, a Leandar mladić iz Abydosa, grada na suprotnoj strani tjesnaca. Leandar bi svake noći preplivao moreus ravnajući se prema svjetlici koju bi Heroja ostavljala na krovu svoje kule. Jedne olujne noći svjetiljka se ugasila, a Leandar se, bez prave orijentacije, utopio u olujnom moru… To je prvi zabilježen početak daljinskog plivanja u svjetskoj povijesti.
1821. engleski pjesnik Lord Gordon Bayron preplivao je Dardanele. Pionir daljinskog plivanja modernog doba bio je kapetan Mathew Webb, engleski plivač koji je 25. kolovoza 1875. preplivao Engleski kanal (La Manche) od Dovera na engleskoj do rta Gris-Nez na francuskoj obali.
Prva krovna organizacija za maratonsko plivanje bila je Fédération Internationale de Natation Longue Distance osnovana 1954. godine. 1963. godine cijepa se na dvije koje postoje do 1970-ih: International Long Distance Swimming Federation (ILDSF) i World Professional Marathon Swimming Federation (WPMSF).
1986. daljinsko plivanje je postalo samostalan sport u okviru FINA-e i LEN-a. Izdvojilo se iz plivanja, osamostalilo i postalo mu ravnopravno u FINA-i.
Prvo službeno natjecanje u daljinskom plivanju u svijetu uopće pod okriljem FINA-e i LEN-a, je bilo prvo Europsko prvenstvo u daljinskom plivanju koje je 2. i 3. rujna 1989. održano u Starom Gradu na Hvaru.
Prvo Svjetsko prvenstvo pod okriljem FINA-e održano je 1990. u Perthu.
Daljinsko plivanje je po prvi put uvedeno na Mediteranske igre u Bariju 1997.g., Svjetske vojne igre u Zagrebu 1999.g. i Univerzijadu u Shenzenu 2011.g. 
27.10.2005.g. odlukom Izvršnog odbora Međunarodnog olimpijskog odbora daljinsko plivanje, jedan od najstarijih sportova uopće, postalo je olimpijskim sportom od OI u Pekingu 2008. i to u disciplini od 10 km.

### Hrvatska
1907. godine Miroslav Krleža je kao 13-ogodišnjak pobijedio na plivačkoj utrci u Zagrebu održanoj između dviju obala rijeke Save koje danas spaja željeznički most. To je najstariji sačuvani podatak o daljinskom plivanju u Hrvatskoj. 1910. godine Krleža je pobijedio u plivačkim natjecanjima na 400 metara i 11 kilometara koja su bila u sklopu organiziranoga javnoga natjecanja u skokovima te brzom i ustrajnom plivanju održanoga od 26. do 28. kolovoza, a plivalo se je prsnim stilom niz Savu od Zagreba do Jakuševca.
Prvi registrirani maraton u Hrvatskoj održan je na Veliku Gospu 15. kolovoza 1910.g. u Crikvenici. Danas nosi naziv Plivački maraton Šilo – Crikvenica te je najstariji plivački maraton na Jadranu s preko 100 izdanja.
Do 1964. u Splitu se održavao maraton oko otočića Galijera koji je obnovljen 2013.
1973. održano je prvo izdanje plivačkog maratona Preko - Zadar. 1975. pokrenut je plivački mini maraton perajama Fratarski otok - Bunarina. Iste godine održan je probni maraton u Starom Gradu, a godinu dana kasnije i prvo izdanje Faros maratona.
Faros Maraton je jedina međunarodna, ne samo sportska, manifestacija u Republici Hrvatskoj čiji kontinuitet nije prekinut tijekom Domovinskog rata i jedina koja je uspješno održana 1991. 1. rujna 1991. godine za vrijeme blokade Hrvatskog zračnog prostora i pomorske blokade otoka, organiziran je 16. MPHDP – Faros maraton 1991. kao prvo međunarodno športsko natjecanje u samostalnoj Republici Hrvatskoj.
1980. pokrenut je Plivački mini maraton Stoja - Valsaline, poznat i kao Plivački mini maraton grada Pule.
U listopadu 1977. godine osnovan je Odbor za daljinsko plivanje Jugoslavije kao stalno radno tijelo u okviru Plivačkog saveza Jugoslavije, a u travnju 1978. Odbor za daljinsko plivanje u okviru Plivačkog saveza Hrvatske. Sjedište oba Odbora je bilo u Starom Gradu. U Rijeci je 9. ožujka 2001. održana Osnivačka skupština Hrvatskog saveza daljinskog plivanja (HSDP) čime su završena dugogodišnja nastojanja za osnivanjem samostalnog državnog saveza, uz prethodno dobivena odobrenja Hrvatskog plivačkog saveza i Hrvatskog olimpijskog odbora. HSDP je službeno priznat i registriran od Ministarstva pravosuđa dana 16.07.2001.g., a 15. listopada 2001. je postao punopravan član Hrvatskog olimpijskog odbora. Prema nomenklaturi sportova HOO-a, daljinsko plivanje je postalo samostalan sport, potpuno ravnopravan sa svim ostalim sportovima. 
Sjedištem HSDP-a je u Starom Gradu i time je to jedini nacionalni športski savez olimpijskih športova sa sjedištem na nekom od hrvatskih otoka. Prilikom osnutka Saveza 2001. u Hrvatskoj je bilo svega devet maratona.
Savez je 2001. godine pokrenuo CRO-CUP - serija najboljih natjecanja daljinskog plivanja u Hrvatskoj od kojih se svako posebno boduje i na kraju se dobivaju ukupni pobjednici u pojedinačnoj muškoj i ženskoj te momčadskoj i ekipnoj konkurenciji.
22.9.2012. Faros maraton je primljen u International Marathon Swimming Hall of Fame (Fort Lauderdale, Florida).
2019. organiziran je maraton na relaciji Crikvenica–Novi Vinodolski duljine 20km pod nazivom FINA UltraMarathon Grand Prix Croatia. To je prvi hrvatski maraton koji je bio dio neke FINA svjetske serije.

## Vanjske poveznice

### Ostali projekti
- Hrvatski savez daljinskog plivanja